# Strnišče
Strnišče – wieś w Słowenii, w gminie Kidričevo. W 2018 roku liczyła 110 mieszkańców.